# Deus não Falhará
Deus não Falhará é o álbum de estreia do cantor brasileiro Davi Sacer, lançado em setembro de 2008 pela gravadora Art Gospel, com produção musical do pianista Ronald Fonseca.
O disco, lançado na época que Davi ainda era vocalista da banda Trazendo a Arca, recebeu contribuições de quase todos os integrantes do grupo. Além do tecladista Ronald Fonseca, o álbum traz o vocalista Luiz Arcanjo entre os compositores, Verônica Sacer nos backings e os instrumentistas André Mattos (bateria) e Deco Rodrigues (baixo). Quase como um disco do Trazendo a Arca, o disco somente não apresenta Isaac Ramos, pois Sacer optou trabalhar com o guitarrista Duda Andrade (Quatro por Um).
Davi manifestou interesse em produzir um disco solo logo após o disco Marca da Promessa, do Trazendo a Arca, e chegou a anunciar a produção do álbum para reunir covers de músicas evangélicas antigas que o influenciou na carreira. Da proposta original, Sacer escolheu "Teus Altares" (Guilherme Kerr e Jorge Camargo), de Guilherme Kerr e "Louvado Seja" (César Augusto), gravada pelo Koinonya. De resto, o disco traz composições autorais e de Ronald Fonseca. Apesar de não ser muito divulgado por opção própria de Davi, o trabalho vendeu mais de cinquenta mil cópias no Brasil, superando as expectativas do cantor e da gravadora.

## Antecedentes
Após deixar o Toque no Altar e formar o Trazendo a Arca com o lançamento do álbum Marca da Promessa, Davi manifestou interesse em lançar um disco solo. O primeiro integrante da banda a lançar uma obra individual foi o baterista André Mattos, com o DVD Profético, ainda em 2007.
O primeiro pronunciamento público de Sacer sobre o álbum solo se deu em entrevista publicada pela Revista Eclésia. Na época, o cantor disse: "Estou começando a fazer um CD que vai reunir canções mais antigas de louvor e adoração". Para o disco, o cantor recrutou o tecladista Ronald Fonseca, do Trazendo a Arca. Desta forma, o repertório de músicas inéditas que Sacer tinha acabaram em seu disco solo.

## Lançamento e recepção
| Críticas profissionais | Críticas profissionais |
| Avaliações da crítica  | Avaliações da crítica  |
| Fonte                  | Avaliação              |
| ---------------------- | ---------------------- |
| O Propagador           | [ 5 ]                  |
| Super Gospel           | (favorável)            |

Deus não Falhará foi lançado pela gravadora brasileira Art Gospel em setembro de 2008 e vendeu mais de 50 mil cópias no Brasil. A recepção da crítica foi favorável. Jhonata Cardoso, por meio do Super Gospel, afirmou que o disco "marca o amadurecimento do cantor". No guia discográfico do O Propagador, recebeu uma classificação de 4,5 estrelas de 5, a maior na discografia do músico.

## Faixas
| N.º            | Título                     | Compositor(es)                 | Duração |  |
| 1.             | "Espada e Escudo"          | Luiz Arcanjo                   | 4:04    |  |
| 2.             | "Minh'alma Te Deseja"      | Ronald Fonseca e Davi Sacer    | 6:13    |  |
| 3.             | "Nome Sobre Todo Nome"     | Davi Sacer                     | 6:41    |  |
| 4.             | "Deus não Falhará"         | Ronald Fonseca e Davi Sacer    | 4:59    |  |
| 5.             | "Quando eu Te Adoro"       | Davi Sacer                     | 6:09    |  |
| 6.             | "Não Há Outro Igual"       | Davi Sacer                     | 7:02    |  |
| 7.             | "O que eu Seria sem Jesus" | Ronald Fonseca e Davi Sacer    | 6:19    |  |
| 8.             | "Eu Espero em Ti"          | Davi Sacer                     | 4:06    |  |
| 9.             | "Teus Altares"             | Guilherme Kerr e Jorge Camargo | 4:40    |  |
| 10.            | "Louvado Seja"             | César Augusto e Gilberto Jr.   | 5:35    |  |
| 11.            | "Abundância de Alegria"    | Davi Sacer                     | 4:04    |  |
| Duração total: | Duração total:             | Duração total:                 | 60:21   |  |

## Ficha técnica
- Davi Sacer - vocais
- Ronald Fonseca - piano, teclado, produção musical, arranjos e mixagem
- Duda Andrade - guitarra e violão
- André Mattos - bateria
- Deco Rodrigues - baixo
- Verônica Sacer - vocais de apoio
- Toney Fontes - masterização